# Richard Ballinger
Richard Achilles Ballinger (Boonesboro (Iowa), 9 juli 1858 – Seattle (Washington), 6 juni 1922) was een Amerikaans politicus. Hij was burgemeester van Seattle en de 24e minister van Binnenlandse Zaken.

## Levensloop
Ballinger studeerde in 1884 af aan Williams College. Hij werd in 1886 toegelaten in de Balie in de staat Washington en opende een eigen praktijk. Hij werd in 1904 gekozen tot burgemeester van Seattle, kort na de roerige jaren veroorzaakt door de Goudkoorts van Klondike. Als burgemeester werkte hij de opkomende vakbonden tegen. Verder vernoemde hij een meer in Snohomish County naar zijn vader, namelijk Lake Ballinger.
Nadat zijn burgemeesterschap er op zat maakte hij de overstap naar de regering van president Theodore Roosevelt. Hij werd commissaris bij het General Land Office, een agentschap dat viel onder het ministerie van Binnenlandse Zaken. In 1909 hielp hij mee bij de organisatie van de Alaska-Yukon-Pacific Exposition, een wereldtentoonstelling in Seattle om de ontwikkelingen in het noordwesten te tonen.
Roosevelt opvolger William Howard Taft nam Ballinger in 1909 op in zijn kabinet als minister van Binnenlandse Zaken. Een van zijn eerste maatregelen als minister was het opheffen van de bescherming van land waar onderzocht werd of het gebruikt kon worden om energie door middel van waterkracht te winnen (hydro-elektrische energie). Veel progressieven vreesden dat deze stukken land daardoor in handen kwamen van grote bedrijven die daardoor de energieprijzen konden dicteren. Het lokte ook beschuldigingen van nepotisme uit aan het adres van Ballinger.
Ballinger kwam echter pas serieus in opspraak door een affaire die bekend zou komen te staan als de Ballinger-Pinchot-affaire. Een zekere Clarence Cunningham had in 1902 in Alaska veel koolvoorraden in de grond ontdekt en claimde deze stukken land voor mijnbouw. De overheid onderzocht de legitimiteit van deze claims. Dit werd gedaan door Louis Glavis. Na zijn aantreden als minister stemde Ballinger in met de claims waardoor mijnbouw mogelijk werd. Vervolgens zocht Glavis de pers op en maakte bekend dat Ballinger in de maanden tussen zijn afscheid bij het General Land Office en zijn aantreden als minister de advocaat van Cunningham was opgetreden, waardoor er sprake was van belangenverstrengeling. In plaats van Ballinger aan te pakken ontsloeg president Taft Glavis op basis van een rapport van minister van Justitie George Wickersham.
Gifford Pinchot was het hoofd van de United States Forest Service, een federaal agentschap dat verantwoordelijk was voor het beheer van de nationale bossen. Hij was een medestander van Glavis en was nog benoemd door Roosevelt. Taft had zijn ondergeschikten geïnstrueerd zich niet uit te laten over de zaak, maar in januari 1910 stuurde hij een brief met daarin een verslag over de gang van zaken aan senator Jonathan Dolliver. Pinchot werd daarop ontslagen, maar er werd door het Congres wel een onderzoek gestart. Uiteindelijk kon Ballinger rekenen op een meerderheid van stemmen, waardoor hij werd vrijgepleit, maar het onderzoek was wel gênant voor de regering van Taft. Zo toonde Glavis advocaat Louis Brandeis aan dat het rapport van minister Wickersham op basis waarvan Glavis was ontslagen geantedateerd was. De hele affaire veroorzaakte ook een breuk tussen Taft en de aanhangers van Roosevelt.
Veel mensen drongen er bij Taft op aan dat hij Ballinger zou ontslaan, maar de president bleef loyaal. Ook Ballinger zelf wist in eerste instantie van geen wijken. Hij vroeg Taft zelfs om een onderzoek te laten doen door het Congres waardoor hij vrijgepleit zou worden. Na de slechts verlopen tussentijdse verkiezingen in november 1910 die voor de Republikeinse Partij van Taft en Ballinger erg slecht verliepen, waren zijn dagen toch langzaam geteld. Op 12 maart 1911 bood Ballinger toch zijn ontslag aan. Hij werd opgevolgd door Walter Fisher. De hele affaire droeg bij aan de verkiezingsnederlaag van Taft een jaar later.
Ballinger keerde terug naar zijn advocatenpraktijk en overleed in 1922. Hij werd overleefd door zijn vrouw en twee zonen.
- Gemeinsame Normdatei: 1056992190
- International Standard Name Identifier: 0000 0000 2502 080X
- Library of Congress Control Number: n81138776
- National Archives and Records Administration: 10569269
- Nationale Bibliotheek van Israël: 987007272300705171
- SNAC: w6d79m4m
- Virtual International Authority File: 45633177
- WorldCat: E39PBJhRGkyTRGxjrfTMVVB3wC